# 零空间
在数学中，一个算子 A 的零空间是方程 Av = 0 的所有解 v 的集合。它也叫做 A 的核（核空间）。用集合建造符号表示为
{\displaystyle {\hbox{Null}}(A)=\{\mathbf {v} \in V:A\mathbf {v} =\mathbf {0} \}.}
尽管术语核更加常用，术语零空间有时用在避免混淆于积分变换的情境中。应当避免把零空间混淆于零向量空间，它是只有零向量的空间。
如果算子是在向量空间上的线性算子，零空间就是线性子空间。因此零空间是向量空间。

## 例子
1.  考虑函数{\displaystyle f} ：
{\displaystyle f:\mathbb {R} ^{2}\to \mathbb {R} }
{\displaystyle (x,y)\longmapsto x-y}，
它是一个线性映射，因为 {\displaystyle f(x+\lambda z,y+\lambda w)=(x+\lambda z)-(y+\lambda w)=f(x,y)+\lambda f(z,w)}。它的零空间由所有第一个和第二个坐标一致的向量组成，就是说描述了一条直线 {\displaystyle \left\{(x,x):x\in \mathbb {R} \right\}}  。
2.  在一个线性空间中固定一个向量 {\displaystyle y} 并定义线性映射 {\displaystyle f} 为向量 {\displaystyle x} 和 {\displaystyle y} 的点积。它的零空间由所有正交于 {\displaystyle y} 的向量，即 {\displaystyle y} 的正交补组成。

## 性质
如果 A 是矩阵，它的零空间就是所有向量的空间的线性子空间。这个线性子空间的维度叫做 A 的零化度(nullity)。这可以计算为在矩阵 A 的阶梯形矩阵中不包含支点的纵列数。秩-零化度定理声称任何矩阵的秩加上它的零化度等于这个矩阵的纵列数。
对应于零奇异值的 A 的右奇异向量形成了 A 的零空间的基。
A 的零空间可以用来找到和表达方程 Ax = b 的所有解(完全解)。如果 x1 是这个方程的一个解，叫做特定解，那么方程的完全解等于它的特定解加上来自零空间的任何向量。特定解依 b 而变化，而零空间的向量不是。
要证明这一点，我们考虑每个方向。在一个方向上，如果 Ay = b，且 Av = 0，则明显的 A(y+v) = Ay+Av = b+0 = b。所以 y+v 也是 Ax=b 的解。在其他方向上，如果我们有对 Ax=b 的另一个解 z，则 A(z−y) = Az−Ay = b−b = 0。所以向量 u = z−y 在 A 的零空间中而 z = y+u。所以任何解都可以表示为一个零空间中的向量加上特定解 y 。
如果一个线性映射 A 是单同态，则它的零空间是零。因为如果反过来它的零空间是非零，由类似上面的方法可以得出Ay = b的解不止一个，也就是说线性映射 A 不是单射了。
如果映射是零映射，则零空间同于映射的定义域。

## 找到一个矩阵的零空间
考虑矩阵 
{\displaystyle A={\begin{bmatrix}-2&-4&4\\2&-8&0\\8&4&-12\end{bmatrix}}\!\ }
要找到它的零空间，须找到所有向量 {\displaystyle v} 使得 {\displaystyle Av=0}。首先把 {\displaystyle A} 变换成簡化行阶梯形矩阵：
{\displaystyle E={\begin{bmatrix}1&0&-4/3\\0&1&-1/3\\0&0&0\end{bmatrix}}\!\ }
有 {\displaystyle Av=0} 当且仅当 {\displaystyle Ev=0}。使用符号 {\displaystyle v=[x,y,z]^{T}}，后者方程变为
{\displaystyle {\begin{bmatrix}1&0&-4/3\\0&1&-1/3\\0&0&0\end{bmatrix}}{\begin{bmatrix}x\\y\\z\end{bmatrix}}={\begin{bmatrix}0\\0\\0\end{bmatrix}};{\begin{bmatrix}x-4z/3\\y-z/3\\0\end{bmatrix}}={\begin{bmatrix}0\\0\\0\end{bmatrix}};{\begin{bmatrix}x=4z/3\\y=z/3\\0=0\end{bmatrix}};{\begin{bmatrix}x=4s/3\\y=s/3\\z=s\end{bmatrix}}}
所以，{\displaystyle A} 的零空间是一维空间，
{\displaystyle v={\begin{bmatrix}4s/3\\s/3\\s\end{bmatrix}}}